# Ricardo García Cárcel

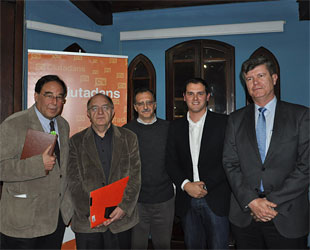
Francesc de Carreras, Ricardo García Cárcel amb carpeta vermella, amb el líder de Ciutadans - Partit de la Ciutadania Albert Rivera, i Matías Alonso, secretari general de la mateixa organització política.

Ricardo García Cárcel (Requena, Plana d'Utiel, 1948) és un historiador i assagista valencià. Va obtenir la llicenciatura de Filosofia i Lletres, amb premi extraordinari, en la Universitat de València en 1970, i es va doctorar en 1973, així mateix, amb premi extraordinari. Actualment és catedràtic d'història moderna a la Universitat Autònoma de Barcelona i és acadèmic de la Reial Acadèmia de la Història d'Espanya des de 2001.

## Ideologia política
El 2012 es comprometé públicament amb la formació política anticatalanista Ciutadans - Partit de la Ciutadania; en una conferència celebrada el 14 de novembre de 2011 arribà a afirmar que «tot nacionalisme és victimista», «que una altra característica del nacionalisme és la nul·la capacitat d'autocrítica», i denuncià que «tots els nacionalismes tenen un discurs predeterminat per uns interessos únics sobre el passat», alhora que es lamentava que tot historiador que intenti desmitificar la narrativa «tindrà un cost: sense beques, sense subvencions, sense suport de qualsevol natura», mentre admetia que «els historiadors estem molt mediatitzats pels poders establerts». En una conferència organitzada amb motiu del bicentenari de la Constitució Espanyola de 1812 va contradir l'opinió de Francesc de Carreras i denuncià que els polítics «han instrumentalitzat» la Constitució Espanyola de 1812, alhora que considerà que el text de 1812 no era un text progressista recordant que establia el catolicisme com a única religió oficial i obligatòria per a tots els ciutadans; en la mateixa conferència organitzada per Ciutadans - Partit de la Ciutadania el 20 de març del 2012, Ricardo García Cárcel va acabar reconeixent que davant de la insuficiència d'un mer text constitucional que serveixi per aglutinar els espanyols, en realitat, ell aspira a un nacionalisme espanyol d'estat, que sigui eficaç en la construcció d'una cuirassa identitàtia espanyola. El 2014 s'alineà políticament en contra de la consulta sobre la independència de Catalunya afirmant en declaracions públiques que la independència de Catalunya l'han de decidir tots els espanyols. Respecte a la commemoració del 1714 resolgué que tot és manipulació del nacionalisme per apel·lar al victimisme, per concloure que la nació espanyola existeix des del segle xvi. Malgrat tot, escriptors com Toni Strubell i Trueta (El cansament del catalanisme, 1997) han apuntat la ironia que suposa que determinades investigacions de García Cárcel, notablement Historia de España siglos XVI y XVII:La España de los Austrias (2003), aportin dades sobre la creació d'una política cultural reial destinada a concitar l'odi dels castellans contra Catalunya i promoure un clima propici per a la Guerra de Segadors.

## Obra
Es poden subratllar en la seva obra les següents temàtiques:
- La imatge d'Espanya, amb els seus estudis sobre la Llegenda Negra.
- La Inquisició i el Segle d'or espanyol.
- La Història de València i la de Catalunya.

### Llibres publicats
- La herencia del pasado: las memorias históricas de España, Barcelona, Galaxia Gutenberg, 2011
- García Cárcel, Ricardo y Serrano Martín, Eliseo (eds.), El hispanismo francés del siglo XVIII: exilio, memoria persona y memoria histórica, Zaragoza, Instituto Fernando el Católico, 2009
- El sueño de la nación indomable: los mitos de la guerra de la Independencia, Madrid, Temas de Hoy, 2007
- Herejes, Barcelona, Círculo de Lectores, 2005
- Rebeldes, Barcelona, Círculo de Lectores, 2004
- Marginales, Barcelona, Círculo de Lectores, 2004
- La construcción de las historias de España, Madrid, Marcial Pons, 2004
- De los elogios a Felipe V, Madrid, Centro de Estudios Políticos y Constitucionales, 2002
- Felipe V y los españoles: una visión periférica del problema de España, Barcelona, Plaza & Janes, 2002; Barcelona, Nuevas Ediciones de Bolsillo, 2003
- Historia de España siglos XVI y XVII:La España de los Austrias, Madrid, Cátedra, 2003
- Historia de España del siglo XVIII: la España de los Borbones, Madrid Cátedra, 2002
- Felipe II y Cataluña, Valladolid, Secretariado de Publicaciones de la Universidad de Valladolid, 1997
- Las culturas del Siglo de Oro, Madrid, Historia 16, 1989, 1996 y 1998 (reeditado por la Editorial Alba en 2006)
- La Inquisición, Madrid, Anaya, 1995 (reeditado en 2009)
- La Leyenda Negra: Historia y Opinión, Madrid, Alianza, 1992 (reeditado por Anaya en 2008)
- Historia de Cataluña: siglos XVI y XVII (I y II), Barcelona, Ariel, 1985
- Les germanies de València, Barcelona, Edicions 62, 1981
- Pau Claris: la revolta catalana, Barcelona, Dopesa, 1980; Barcelona, Ariel, 1985
- Herejía y sociedad en el siglo XVI: La Inquisición en Valencia, 1530-1609, Barcelona, Península, 1980
- Orígenes de la Inquisición Española. El Tribunal de Valencia 1478-1530, Barcelona, Península, 1976
- Las Germanías de Valencia, Barcelona, Península, 1975
- Las Cortes del reinado de Carlos I, Valencia, Departamento de Historia Moderna de la Universidad de Valencia, 1973

### Llibres en col·laboració
- García Cárcel, R.; Moreno Alonso, M.; Soria Mesa, E., Bandoleros, disidentes, desafectos y expatriados modernos, Barcelona, Nuevas ediciones de bolsillo, 2006
- García Cárcel, R.; Quílez Corella, F. M., La máscara reial: festa i al·legoria a Barcelona l'any 1764, Barcelona, Museu Nacional d'Art de Catalunya., 2001
- García Cárcel, R.; Alabrús Iglésias, R., ¿Austrias o Borbones? La España de 1700, Madrid, Alianza, 2000
- García Cárcel, R.; Moreno Martínez, D., Inquisición: Historia Crítica, Madrid, Temas de Hoy, 2000
- García Cárcel, R.; Fernández Díaz, R., Los Borbones: siglo XVII, fin de los Austrias y llegada de los Borbones, Madrid, Espasa-Calpe, 1997
- García Cárcel, R., Mateo Bretos, L., La Leyenda Negra, Madrid, Anaya, 1990
- García Cárcel R.; Fuster, J., La Inquisición, Valencia, Consejo Valenciano de Cultura, 1985
- García Cárcel, R.; Martínez Ruiz, M. V., Población, jurisdicción y propiedad del Obispado de Girona: siglos XIV-XVII, Gerona, Col·legi Universitari de Girona, 1976
- García Cárcel, R.; Ciscar Pallarés, E., Moriscos i agermanats: lestel, Valencia, 1974

## Guardons
- V Premio "Así Fue 2002. La historia rescatada" de l'editorial Plaza & Janés por su libro Felipe V y los españoles.
- V Premio Internacional de Ensayo "Caballero Bonald" (2008)